# Lanceola loveni
Lanceola loveni is een vlokreeftensoort uit de familie van de Lanceolidae. De wetenschappelijke naam van de soort is voor het eerst geldig gepubliceerd in 1885 door Bovallius.